# Vyšný Hrušov
Vyšný Hrušov (em húngaro: Felsőkörtvélyes) é um município da Eslováquia, situado no distrito de Humenné, na região de Prešov. Tem 11,36 km² de área e sua população em 2018 foi estimada em 501 habitantes.

## Demografia
| Ano:        | 1994 | 2004   | 2014   | 2024   |
| ----------- | ---- | ------ | ------ | ------ |
| Broj ljudi: | 446  | 467    | 489    | 459    |
| Razlika:    |      | +4,70% | +4,71% | -6,13% |

| Ano:               | 2023 | 2024   |
| ------------------ | ---- | ------ |
| Número de pessoas: | 465  | 459    |
| Diferença:         |      | -1,29% |